# Ojo
Ojo is een stad in de staat Lagos in Nigeria. De stad ligt ten zuidwesten van Lagos-centrum. In 2019 had Ojo naar schatting 902.000 inwoners.